# Samurai Shodown V Special
Samurai Shodown V Special, conhecido como Samurai Spirits Zero Special (サムライスピリッツ零 SPECIAL, Samurai Supirittsu Zero Special) no Japão e como SSVsp abreviadamente, é o nono jogo da série de jogos de luta Samurai Shodown, desenvolvida pela SNK. Este jogo é uma versão atualizada do jogo titulado como Samurai Shodown V, e é o último jogo oficial desenvolvido para a plataforma Neo Geo.

## História
A história oficial, como dada pela SNK, é a seguinte:
"It is the way that requires one to become a demon: To slash at God and raise a weapon toward Buddha, to turn one's back to Heaven and carve your own destiny. To sever all ties to virtue and embrace destruction. To cut off all obligations and plunge into mayhem. When the ordained meeting of 28 fierce warriors begins, all that will ensue are a series of duels to the death. These individuals entrust their fates to their skill and their weapons. For those who cannot gain mastery over technique, death is the only just desert. For those not up to the task of seizing destiny by the throat, a cherished end in battle is their only hope.
There is no need to pontificate over such a merciless existence. Sacrificing your life on the path to mastery itself, this is the only way of death honored by those of all ages. En garde! Your destiny is now to be decided!
Twenty-eight Samurai characters-including a full line-up of the boss characters Shiro Tokisada Amakusa, Mizuki Rashojin, Zankuro Minazuki & Gaoh Kyogoku Hinowanokami-clash in one epic title! The Sword Gauge, Rage Explosion, and Concentration One systems are also back and better than ever. This final SAMURAI SHODOWN title for the NEOGEO and its dream team cast of characters will slice your socks off!

### Diferenças das histórias
Ao contrário de Samurai Shodown V, a história desta versão atualizada teve um pequeno papel no jogo através de somente falas dos personagens de vitória. Há um pequeno diálogo que se encontra exclusivo à versão japonesa, onde era executado quando o personagem do jogador executava o seu zetsumei ougi. A versão em inglês simplesmente usa suas falas de vitória normais, dependendo de quantos pontos de vida restavam.

## Revisão Geral

### Mudanças no elenco
Um número significante de modificações no elenco foram realizadas entre os jogos SSV e SSVsp. Entre eles, os mid-chefes Sankuro e Yumeji foram retirados e trocados pelo chefe de SSI, Amakusa Shiro Tokisada, e o chefe de SSIII, Zankuro Minazuki. Além disto, a personagem secreta Poppy foi trocada pela chefe de SSII, Mizuki Rashojin, como personagem selecionável sem a necessidade de usar códigos secretos.

### Gráficos
Em adição às modificações na lista dos personagens, várias modificações nos gráficos e no som foram feitos, visando dar ao jogo uma aparência mais leve, apesar de todos os personagens que retornaram terem usado as suas vozes originais de Samurai Shodown IV. Cenários existentes de SSV foram modificados de uma ou outra maneira, além de novos outros cenários terem sido apresentados para a chegada de Amakusa, Zankuro e Mizuki. O cenário de Mizuki é um totalmente novo.

### Jogabilidade
A jogabilidade permaneceu relativamente a mesma desde Samurai Shodown V, mas houve uma revolução nos gráficos, trazendo novos, incluindo as fotos dos personagens feitos pelo artista Satoshi Ito, trazendo uma atmosfera sombria semelhante à de Samurai Shodown III.
Ele possui algumas modificações na jogabilidade, fazendo com que ele seja mais balanceado do que seu predecessor. A maior modificação feita na jogabilidade, contudo, foi a introdução do Zetsumei Ougi, ou "golpe Overkill". Se executado corretamente, iria terminar instantaneamente a partida para o seu oponente, não dependendo de seu nível de vida, um conceito semelhante ao da série Guilty Gear (exceto pelo fato de as condições de execução serem mais estritas: o personagem a executar tem que estar no modo "Rage", enquanto que o nível de vida do oponente deve estar abaixo do ponto em que ele poderia usar do Concentration One, que foi introduzido em Samurai Shodown V como um especial de modo slow-motion que eles poderiam aumentar através de meditação (executado quando segurando o botão D em pé). A movimentação inicial é a mesma para cada personagem quando o jogador tenta executá-lo, mas se ele for golpeado, o personagem atacante iria dar o golpe final em seu oponente em seu estilo próprio.
Adicionalmente aos golpes overkill, efeitos de fatality de Samurai Shodown IV foram trazidos de volta a este jogo, como ser cortado ao meio horizontalmente. Novos efeitos de fatality foram também introduzidos, como ser cortado ao meio verticalmente com o sangue da vítima jorrando em cima do vencedor, exatamente como em Samurai Shodown IV. Em adição, Nakoruru e Rimururu, que foram ambas feitas "imunes" aos efeitos de fatality em SSIII e IV, também foram capazes de experienciar tais efeitos ao fim da partida, tendo algumas vezes as levando a gritar violentamente.

## Censura
A grande combinação de atos violentos representados em Samurai Shodown V Special gerou bastante repercussão. Isto levou à SNKP a censurar o cartucho AES logo após o acontecimento conhecido por Sasebo slashing.
Já que a versão AES do jogo estava aproximando-se de sua data de lançamento em 8 de julho de 2004, ele foi misteriosamente atrasado uma semana, movendo a data para o dia 15. Quando ele finalmente saiu, a comunidade inteira que acompanha os jogos da empresa ficou chocada ao ver que não somente os fatalities comuns foram retirados mas também o Zetsumei Ougi foi muito diminuído, transformando-o numa versão do issen dos personagens. Primeiramente, este ato de censura afetou o lançamento mundial inteiro, não limitando-se à somente audiência japonesa. Não somente esta censura modificou o jogo mas trouxe com si vários defeitos, como por exemplo no modo de treino exclusivo à versão AES.
Após saber da decepção destas modificações dos fãs, a SNK refez o jogo logo após o concerto dos defeitos trazidos pelos atos de censura, além de recolocar os Zetsumei Ougis, mas parcialmente. O despedaçamento de corpo ainda estavam ausentes, o que fez com que alguns zetsumei ougis não tivessem sentido. Contudo, alguns dos detalhes violentos permaneceram-se, como os gritos de morte e poder ser esmagado na parede.
A única maneira de os jogadores fora de um arcade experienciar os zetsumei ougis seria ou por emulação ou conseguindo uma versão não consertada do jogo e aplicar o bios Razzola's Universe nele, o que capacitaria o acesso das versões não censuradas dos golpes e que consertaria os defeitos que as modificações da censura trouxe.

## Personagens
Ao todo, são 28 personagens, todos selecionáveis.
| - Haohmaru - Nakoruru - Rimururu - Hanzo Hattori - Galford D. Weller - Ukyo Tachibana - Kyoshiro Senryo - Genjuro Kibagami - Basara Kubikiri - Shizumaru Hisame - Gaira Caffeine - Jubei Yagyu - Charlotte Christine de Colde - Tam Tam | - Kazuki Kazama - Sogetsu Kazama - Rasetsumaru - Rera - Enja - Suija - Yoshitora Tokugawa - Yunfei Liu - Mina Majikina - Kusaregedo Youkai - Amakusa Shiro Tokisada (chefe de bad ending) - Zankuro Minazuki (chefe de bad ending) - Gaoh Kyogoku Hinowanokami (chefe de bad ending) - Mizuki Rashojin (chefe verdadeiro; de good ending) |